# Prvi razred 1925-1926
La Prvi razred 1925./26. (in lingua italiana prima classe 1925-26), in cirillico Први разред 1925./26., fu la settima edizione della massima divisione delle varie sottofederazioni (podsaveze) in cui era diviso il sistema calcistico del Regno dei Serbi, Croati e Sloveni.
Le vincenti accedevano al Državno prvenstvo 1926 (campionato nazionale) per designare la squadra campione.

## Sottofederazioni
È rimasto invariato il numero (7) delle sottofederazioni rispetto alla stagione precedente.
| Città    | Sottofederazione               | Vincitrice ed ammessa al campionato nazionale |
| -------- | ------------------------------ | --------------------------------------------- |
| Lubiana  | Ljubljanski nogometni podsavez | Ilirija                                       |
| Zagabria | Zagrebački nogometni podsavez  | Građanski Zagabria                            |
| Osijek   | Osječki nogometni podsavez     | Slavija Osijek                                |
| Subotica | Subotički nogometni podsavez   | Bačka Subotica                                |
| Belgrado | Beogradski loptački podsavez   | Jugoslavija                                   |
| Sarajevo | Sarajevski nogometni podsavez  | SAŠK                                          |
| Spalato  | Splitski nogometni podsavez    | Hajduk Spalato                                |

### Lubiana

#### Gruppo Lubiana
|  | Pos. | Squadra          | Pt | G  | V  | N | P  | GF | GS  | QR     |
|  | ---- | ---------------- | -- | -- | -- | - | -- | -- | --- | ------ |
|  | 1.   | Ilirija          | 22 | 12 | 11 | 0 | 1  | 95 | 7   | 13,571 |
|  | 2.   | Primorje Lubiana | 16 | 12 | 8  | 0 | 4  | 60 | 15  | 4,000  |
|  | 3.   | Jadran Lubiana   | 16 | 12 | 8  | 0 | 4  | 48 | 29  | 1,655  |
|  | 4.   | Slovan Lubiana   | 16 | 12 | 8  | 0 | 4  | 52 | 40  | 1,300  |
|  | 5.   | Hermes Lubiana   | 10 | 12 | 5  | 0 | 7  | 28 | 39  | 0,717  |
|  | 6.   | Slavija Vevče    | 2  | 12 | 1  | 0 | 11 | 9  | 64  | 0,140  |
|  | 7.   | Svoboda          | 2  | 12 | 1  | 0 | 11 | 4  | 102 | 0,039  |

|          | Ili  | Pri  | Jad  | Slo  | Her  | Sla  | Svo  |
| -------- | ---- | ---- | ---- | ---- | ---- | ---- | ---- |
| Ilirija  | –––– | 3-2  | 4-1  | 11-0 | 4-0  | 15-0 | 11-0 |
| Primorje | 1-0  | –––– | 0-2  | 3-2  | 4-0  | 3-0  | 14-0 |
| Jadran   | 1-9  | 4-1  | –––– | 7-1  | 8-1  | 3-0  | 3-0  |
| Slovan   | 0-10 | 4-2  | 6-2  | –––– | 2-1  | 6-1  | 6-0  |
| Hermes   | 0-3  | 0-10 | 5-1  | 2-6  | –––– | 3-0  | 9-0  |
| Slavija  | 1-8  | 0-12 | 2-5  | 1-3  | 2-3  | –––– | 1-0  |
| Svoboda  | 1-17 | 0-9  | 0-11 | 0-16 | 0-4  | 3-1  | –––– |

#### Gruppo Celje
|  | Pos. | Squadra        | Pt | G | V | N | P | GF | GS | QR     |
|  | ---- | -------------- | -- | - | - | - | - | -- | -- | ------ |
|  | 1.   | Celje          | 8  | 4 | 4 | 0 | 0 | 15 | 1  | 15,000 |
|  | 2.   | Athletik Celje | 4  | 4 | 2 | 0 | 2 | 17 | 7  | 2,428  |
|  | 3.   | Red Star Celje | 0  | 4 | 0 | 0 | 4 | 3  | 27 | 0,111  |

|          | Cel  | Ath  | R.S  |
| -------- | ---- | ---- | ---- |
| Celje    | –––– | 3-1  | 8-0  |
| Athletik | 0-1  | –––– | 5-2  |
| Red Star | 0-3  | 1-11 | –––– |

#### Gruppo Maribor
|  | Pos. | Squadra         | Pt | G  | V | N | P | GF | GS | QR    |
|  | ---- | --------------- | -- | -- | - | - | - | -- | -- | ----- |
|  | 1.   | Rapid Marburg   | 18 | 10 | 9 | 0 | 1 | 68 | 17 | 4,000 |
|  | 2.   | 1.SŠK Maribor   | 15 | 10 | 7 | 1 | 2 | 48 | 22 | 2,181 |
|  | 3.   | Ptuj            | 11 | 10 | 5 | 1 | 4 | 31 | 36 | 0,861 |
|  | 4.   | Merkur Maribor  | 10 | 10 | 5 | 0 | 5 | 47 | 42 | 1,119 |
|  | 5.   | Svoboda Maribor | 4  | 10 | 2 | 0 | 8 | 21 | 48 | 0,437 |
|  | 6.   | Mura            | 2  | 10 | 1 | 0 | 9 | 6  | 63 | 0,095 |

|         | Rap  | Mar  | Ptu  | Mer  | Svo  | Mur  |
| ------- | ---- | ---- | ---- | ---- | ---- | ---- |
| Rapid   | –––– | 7-1  | 9-2  | 3-1  | 14-0 | 8-1  |
| Maribor | 3-4  | –––– | 6-3  | 3-0  | 5-1  | 11-0 |
| Ptuj    | 3-7  | 1-1  | –––– | 4-2  | 4-2  | 3-0  |
| Merkur  | 2-11 | 3-5  | 7-3  | –––– | 3-2  | 14-0 |
| Svoboda | 4-2  | 3-10 | 1-3  | 3-4  | –––– | 3-0  |
| Mura    | 0-3  | 0-3  | 0-3  | 1-11 | 3-2  | –––– |

#### Finali
| Data                   | Partita                 | Ris. |
| ---------------------- | ----------------------- | ---- |
| SEMIFINALI             |                         |      |
| 13.04.1926             | Celje – Ilirija         | 0–3  |
| Rapid Marburg esentato |                         |      |
| FINALE                 |                         |      |
| 20.06.1926             | Ilirija – Rapid Marburg | 6–1  |
| Fonte: exyufudbal      |                         |      |

### Zagabria
|                   | Pos. | Squadra              | Pt | G  | V | N | P | GF | GS | QR    |
| ----------------- | ---- | -------------------- | -- | -- | - | - | - | -- | -- | ----- |
|                   | 1.   | Građanski Zagabria   | 17 | 10 | 8 | 1 | 1 | 53 | 16 | 3,312 |
|                   | 2.   | Concordia Zagabria   | 15 | 10 | 7 | 1 | 2 | 27 | 19 | 1,421 |
|                   | 3.   | HAŠK Zagabria        | 14 | 10 | 7 | 0 | 3 | 45 | 21 | 2,142 |
|                   | 4.   | Željezničar Zagabria | 7  | 10 | 2 | 3 | 5 | 19 | 33 | 0,575 |
|                   | 5.   | Croatia Zagabria     | 6  | 10 | 2 | 2 | 6 | 14 | 28 | 0,500 |
|                   | 6.   | Šparta Zagabria      | 1  | 10 | 0 | 1 | 9 | 8  | 49 | 0,163 |
| Fonte: exyufudbal |      |                      |    |    |   |   |   |    |    |       |

|                   | Gra  | Con  | HAŠ  | Žel  | Cro  | Špa  |
| ----------------- | ---- | ---- | ---- | ---- | ---- | ---- |
| Građanski         | –––– | 9-2  | 4-1  | 8-1  | 5-1  | 3-3  |
| Concordia         | 1-0  | –––– | 4-3  | 2-2  | 2-0  | 7-0  |
| HAŠK              | 3-6  | 3-2  | –––– | 6-2  | 4-0  | 8-0  |
| Željezničar       | 2-4  | 0-1  | 0-9  | –––– | 1-1  | 3-0  |
| Croatia           | 0-2  | 2-4  | 2-6  | 2-2  | –––– | 2-1  |
| Šparta            | 2-12 | 0-2  | 1-2  | 0-6  | 2-4  | –––– |
| Fonte: exyufudbal |      |      |      |      |      |      |

### Osijek
```
A metà stagione l'OŠK si fuse con l'Hajduk a formare l'OŠK Hajduk.
```

|                   | Pos. | Squadra          | Pt | G | V | N | P | GF | GS | QR    |
| ----------------- | ---- | ---------------- | -- | - | - | - | - | -- | -- | ----- |
|                   | 1.   | Slavija Osijek   | 11 | 8 | 5 | 1 | 2 | 28 | 11 | 2,545 |
|                   | 2.   | Hajduk Osijek    | 11 | 8 | 4 | 3 | 1 | 21 | 13 | 1,615 |
|                   | 3.   | Sloga Osijek     | 10 | 8 | 4 | 2 | 2 | 16 | 15 | 1,066 |
|                   | 4.   | Građanski Osijek | 8  | 8 | 3 | 2 | 3 | 21 | 17 | 1,235 |
|                   | 5.   | Makabi Osijek    | 0  | 8 | 0 | 0 | 8 | 1  | 28 | 0,035 |
| Fonte: exyufudbal |      |                  |    |   |   |   |   |    |    |       |

|                   | Sla  | Haj  | Slo  | Gra  | Mak  |
| ----------------- | ---- | ---- | ---- | ---- | ---- |
| Slavija           | –––– | 4-3  | 6-1  | ?    | ?    |
| Hajduk            | 3-2  | –––– | 2-3  | 2-2  | 3-0  |
| Sloga             | 2-1  | 1-2  | –––– | 1-3  | ?    |
| Građanski         | 2-5  | 2-4  | 1-1  | –––– | 7-1  |
| Makabi            | 1-7  | 0-3  | 0-3  | 0-3  | –––– |
| Fonte: exyufudbal |      |      |      |      |      |

### Subotica
|                   | Pos. | Squadra        | Pt | G  | V  | N | P  | GF | GS | QR    |
| ----------------- | ---- | -------------- | -- | -- | -- | - | -- | -- | -- | ----- |
|                   | 1.   | Bačka Subotica | 28 | 16 | 14 | 0 | 2  | 58 | 22 | 2,636 |
|                   | 2.   | SAND Subotica  | 25 | 16 | 12 | 1 | 3  | 53 | 22 | 2,409 |
|                   | 3.   | SSU Sombor     | 20 | 16 | 9  | 2 | 5  | 58 | 28 | 2,071 |
|                   | 4.   | ŽAK Subotica   | 17 | 16 | 7  | 3 | 6  | 49 | 38 | 1,289 |
|                   | 5.   | Sport Subotica | 15 | 16 | 6  | 3 | 7  | 37 | 41 | 0,902 |
|                   | 6.   | VSC Vrbas      | 14 | 16 | 5  | 4 | 7  | 32 | 42 | 0,761 |
|                   | 7.   | SMTC Subotica  | 12 | 16 | 5  | 2 | 9  | 28 | 42 | 0,666 |
|                   | 8.   | Amateur Sombor | 10 | 16 | 5  | 0 | 11 | 30 | 43 | 0,697 |
|                   | 9.   | KSC Kula       | 3  | 16 | 1  | 1 | 14 | 14 | 81 | 0,172 |
| Fonte: exyufudbal |      |                |    |    |    |   |    |    |    |       |

|                   | Bač  | SAN  | Som  | ŽAK  | Spo  | Vrb  | SMT  | Ama  | Kul  |
| ----------------- | ---- | ---- | ---- | ---- | ---- | ---- | ---- | ---- | ---- |
| Bačka             | –––– | 2-1  | 4-2  | 3-1  | 3-2  | 3-2  | 4-1  | 4-2  | 8-0  |
| SAND              | 3-1  | –––– | 3-1  | 5-0  | 1-2  | 6-2  | 2-1  | 5-1  | 5-0  |
| Somborski         | 1-2  | 2-4  | –––– | 6-2  | 3-2  | 1-1  | 10-2 | 2-1  | 7-0  |
| ŽAK               | 2-8  | 2-2  | 0-2  | –––– | 4-1  | 9-0  | 4-0  | 6-1  | 4-2  |
| Sport             | 1-7  | 3-5  | 1-5  | 3-3  | –––– | 0-3  | 2-1  | 4-1  | 5-1  |
| Vrbas             | 1-0  | 3-2  | 2-2  | 1-1  | 2-2  | –––– | 1-2  | 0-3  | 5-1  |
| SMTC              | 1-2  | 0-3  | 3-0  | 2-0  | 1-1  | 6-4  | –––– | 2-1  | 2-3  |
| Amateur           | 1-4  | 1-3  | 0-3  | 1-3  | 1-2  | 3-1  | 4-3  | –––– | 4-0  |
| Kula              | 1-3  | 1-3  | 1-11 | 1-8  | 0-6  | 1-4  | 1-1  | 1-5  | –––– |
| Fonte: exyufudbal |      |      |      |      |      |      |      |      |      |

### Belgrado
|                   | Pos. | Squadra            | Pt | G  | V | N | P | GF | GS | QR    |
| ----------------- | ---- | ------------------ | -- | -- | - | - | - | -- | -- | ----- |
|                   | 1.   | Jugoslavija        | 17 | 10 | 8 | 1 | 1 | 52 | 10 | 5,200 |
|                   | 2.   | BSK Belgrado       | 17 | 10 | 8 | 1 | 1 | 39 | 10 | 3,900 |
|                   | 3.   | Jedinstvo Belgrado | 11 | 10 | 5 | 1 | 4 | 21 | 22 | 0,954 |
|                   | 4.   | Soko Belgrado      | 9  | 10 | 4 | 1 | 5 | 28 | 26 | 1,076 |
|                   | 5.   | Šumadija Belgrado  | 5  | 10 | 2 | 1 | 7 | 8  | 34 | 0,235 |
|                   | 6.   | Jadran Belgrado    | 1  | 10 | 0 | 1 | 9 | 7  | 48 | 0,145 |
| Fonte: exyufudbal |      |                    |    |    |   |   |   |    |    |       |

|                   | Jug  | BSK  | Jed  | Sok  | Šum  | Jad  |
| ----------------- | ---- | ---- | ---- | ---- | ---- | ---- |
| Jugoslavija       | –––– | 2-2  | 6-0  | 4-1  | 5-1  | 9-0  |
| BSK               | 2-0  | –––– | 1-2  | 5-1  | 4-0  | 3-1  |
| Jedinstvo         | 2-6  | 2-3  | –––– | 2-1  | 0-0  | 2-0  |
| Soko              | 2-8  | 2-4  | 2-1  | –––– | 3-0  | 11-0 |
| Šumadija          | 0-9  | 0-7  | 2-7  | 0-3  | –––– | 3-2  |
| Jadran            | 0-3  | 0-8  | 1-3  | 2-2  | 1-2  | –––– |
| Fonte: exyufudbal |      |      |      |      |      |      |

### Sarajevo
|                   | Pos. | Squadra         | Pt | G | V | N | P | GF | GS | QR    |
| ----------------- | ---- | --------------- | -- | - | - | - | - | -- | -- | ----- |
|                   | 1.   | SAŠK            | 11 | 6 | 5 | 1 | 0 | 12 | 2  | 6,000 |
|                   | 2.   | Slavija         | 8  | 6 | 3 | 2 | 1 | 20 | 9  | 2,222 |
|                   | 3.   | Hajduk Sarajevo | 4  | 6 | 1 | 2 | 3 | 7  | 18 | 0,388 |
|                   | 4.   | Sarajevski      | 2  | 6 | 0 | 2 | 4 | 5  | 15 | 0,333 |
| Fonte: exyufudbal |      |                 |    |   |   |   |   |    |    |       |

|                   | SAŠ  | Sla  | Haj  | Sar  |
| ----------------- | ---- | ---- | ---- | ---- |
| SAŠK              | –––– | 1-1  | 1-0  | 2-1  |
| Slavija           | 0-2  | –––– | 10-1 | 3-3  |
| Hajduk            | 0-3  | 2-3  | –––– | 1-1  |
| Sarajevski        | 0-3  | 0-3  | 0-3  | –––– |
| Fonte: exyufudbal |      |      |      |      |

### Spalato

#### Città
```
Questo gruppo era il "sottogruppo A" della 
I župa – Split i okolina
 (1ª parrocchia – Spalato e dintorni).
```

|                   | Pos. | Squadra           | Pt | G | V | N | P | GF | GS | QR    |
| ----------------- | ---- | ----------------- | -- | - | - | - | - | -- | -- | ----- |
|                   | 1.   | Hajduk Spalato    | 8  | 4 | 4 | 0 | 0 | 26 | 0  | -     |
|                   | 2.   | RŠK Borac Spalato | 4  | 4 | 2 | 0 | 2 | 3  | 14 | 0,214 |
|                   | 3.   | Uskok Spalato     | 0  | 4 | 0 | 0 | 4 | 1  | 16 | 0,062 |
| Fonte: exyufudbal |      |                   |    |   |   |   |   |    |    |       |

| Partita           | And. | Rit. |
| ----------------- | ---- | ---- |
| Borac – Uskok     | 2–1  | 1–0  |
| Borac – Hajduk    | 0–1  | 0–12 |
| Uskok – Hajduk    | 0–3  | 0–10 |
| Fonte: exyufudbal |      |      |

#### Provincia
| Fase autunnale    | Data          | Partita                             | Ris. | Note                                         |
| ----------------- | ------------- | ----------------------------------- | ---- | -------------------------------------------- |
| Fase autunnale    | PRIMO TURNO   |                                     |      |                                              |
| Fase autunnale    | 22.11.1925    | Junak Sinj – Vis                    | 3–0  |                                              |
| Fase autunnale    | 22.11.1925    | Biokovo Makarska – Zmaj Makarska    | 0–3  |                                              |
| Fase autunnale    | 13.12.1925    | GOŠK Gruž – Jug Dubrovnik           | 0–3  |                                              |
| Fase autunnale    | 01.12.1925    | Građanski Dubrovnik – Slaven Gruda  | 1–0  |                                              |
| Fase autunnale    | 22.11.1925    | Lovćen – Crnogorac                  | 5–1  |                                              |
| Fase autunnale    | 22.11.1925    | Balšić – Crnojević Bar              | 3–0  |                                              |
| Fase autunnale    | 22.11.1925    | Orjen Tivat – Primorac Kotor        | 3–0  |                                              |
| Fase autunnale    | SECONDO TURNO |                                     |      |                                              |
| Fase autunnale    | 10.01.1926    | GOŠK Gruž – Građanski Dubrovnik     | 1–1  |                                              |
| Fase autunnale    | 25.03.1926    | Jug Dubrovnik – Građanski Dubrovnik | 1–0  |                                              |
| Fase autunnale    | 13.12.1925    | Jug Dubrovnik – Zmaj Makarska       | 3–0  |                                              |
| Fase autunnale    | 06.12.1925    | Lovćen – Balšić                     | 3–0  |                                              |
| Fase autunnale    | TERZO TURNO   |                                     |      |                                              |
| Fase autunnale    | 20.12.1925    | Orjen Tivat – Lovćen                | 3–0  |                                              |
| Fase autunnale    | QUARTO TURNO  |                                     |      |                                              |
| Fase autunnale    | 20.12.1925    | Orjen Tivat – Jug Dubrovnik         | ?    |                                              |
| Fase autunnale    | QUINTO TURNO  |                                     |      |                                              |
| Fase autunnale    | 02.02.1926    | Hajduk Spalato – Junak Sinj         | 9–0  | Hajduk campione della Splitske župe          |
| Fase autunnale    | FINALE        |                                     |      |                                              |
| Fase autunnale    | 27.12.1925    |                                     | n.d. | Non disputata                                |
| Fase primaverile  | Data          | Partita                             | Ris. | Note                                         |
| Fase primaverile  | PRIMO TURNO   |                                     |      |                                              |
| Fase primaverile  | 28.02.1926    | Junak Sinj – Vis                    | 3–0  |                                              |
| Fase primaverile  | 28.02.1926    | Biokovo Makarska – Zmaj Makarska    | n.d. | entrambe si ritirano                         |
| Fase primaverile  | 28.02.1926    | Primorac Kotor – Orjen Tivat        | 0–3  |                                              |
| Fase primaverile  | 28.02.1926    | Građanski Dubrovnik – Slaven Gruda  | 3–0  |                                              |
| Fase primaverile  | 14.03.1926    | GOŠK Gruž – Jug Dubrovnik           | 1–0  |                                              |
| Fase primaverile  | 28.02.1926    | Crnogorac – Lovćen                  | 3–0  |                                              |
| Fase primaverile  | 07.03.1926    | Balšić – Crnojević Bar              | 3–0  |                                              |
| Fase primaverile  | SECONDO TURNO |                                     |      |                                              |
| Fase primaverile  | 21.03.1926    | GOŠK Gruž – Građanski Dubrovnik     | 1–0  |                                              |
| Fase primaverile  | 02.05.1926    | Balšić – Crnogorac                  | 2–1  |                                              |
| Fase primaverile  | TERZO TURNO   |                                     |      |                                              |
| Fase primaverile  | 23.05.1926    | Orjen Tivat – Balšić                | 2–5  |                                              |
| Fase primaverile  | QUARTO TURNO  |                                     |      |                                              |
| Fase primaverile  | 06.06.1926    | GOŠK Gruž – Balšić                  | 0–3  | Finale provinciale                           |
| Fase primaverile  | QUINTO TURNO  |                                     |      |                                              |
| Fase primaverile  | 08.04.1926    | Junak Sinj – Hajduk Spalato         | 0–7  | Hajduk campione della Splitske župe          |
| Fase primaverile  | FINALE        |                                     |      |                                              |
| Fase primaverile  | 20.06.1926    | Hajduk Spalato – Balšić             | 3–0  | Hajduk qualificato al Državno prvenstvo 1926 |
| Fonte: exyufudbal |               |                                     |      |                                              |